# Erich Rumpel
Erich Rumpel (* 1. Dezember 1930 in Alt-Hammer/Schlesien; † 22. August 2017 in Hamburg) war ein deutscher Gewerkschafter und ehemaliger Abgeordneter der Hamburgischen Bürgerschaft für die SPD.

## Leben
1947 kam Erich Rumpel als Vertriebener nach Hamburg. Nach dem Besuch der Volksschule hatte er eine Schlosserlehre begonnen und war dann bei der Firma Strom- und Hafenbau tätig, zuletzt hatte er im Hauptlager der GEG gearbeitet, die ein Unternehmen der Gewerkschaften war. Die Kollegen dort wählten ihn von 1958 bis 1963 zunächst in den Betriebsrat, später zum Betriebsratsvorsitzenden. In den Jahren 1961/1962 entsandte ihn die Gewerkschaft zum Studium an die Akademie der Arbeit (AdA) in Frankfurt/Main. 1963 stieg er zum Gewerkschaftssekretär der Gewerkschaft Nahrung-Genuss-Gaststätten (NGG) auf. 1964 wechselte er zur Landesorganisation der SPD Hamburg als Geschäftsführer, zuständig für politische Betriebs- und Gewerkschaftsarbeit. 1972 wurde er Abteilungsgeschäftsführer für den Hafenbereich der Gewerkschaft Öffentliche Dienste, Transport und Verkehr (ÖTV; heute ver.di). Das Museum der Arbeit und das Hafenmuseum waren für ihn eine Herzensangelegenheit.
Rumpel war verheiratet, hatte zwei Kinder und lebte in Hamburg-Bergedorf.

## Politik
1948 trat Erich Rumpel in die SPD ein. Zunächst arbeitete er bei den Jungsozialisten in Hamburg-St. Georg mit, dann war er ein Jahr  Falken-Sekretär in Kassel. Er kehrte nach Hamburg zurück. 1973 wurde er in den Hamburger SPD-Landesvorstand gewählt, 1977 in den Bundesvorstand der AfA. Er hat die Arbeit in der SPD-Betriebsorganisation in Hamburg viele Jahre geprägt und hat dazu ein Buch herausgegeben.
Nach seiner Überzeugung müssen Betriebsgruppen  der SPD einen festen  und würdigen Platz in der Parteistruktur haben. Ohne Mitbestimmung der Sozialdemokraten in den Betrieben und Gewerkschaften läuft die SPD Gefahr ihr wichtigstes Wählerpotenzial zu verspielen, wenn sie permanent mit den Arbeitnehmerinnen und Arbeitnehmern im Gespräch bleiben will. Das war stets seine Leitlinie, die er auch offen in seinen Veröffentlichungen vertreten hat.
Von 1974 bis 1991 zog er als Abgeordneter in die Hamburgische Bürgerschaft ein. Er arbeitete vor allem in den Ausschüssen Arbeit und Soziales und Vermögen und öffentliche Unternehmen mit.

## Veröffentlichungen
- Wir haben ein gutes Fundament geschaffen – 50 Jahre SPD-Betriebsorganisation Hamburg, Herausgeber: Erich Rumpel im Auftrag des Vorstandes der AfA/BO Hamburg, Hamburg 1997
- Menschen im Hafen 1945–1998, Hamburg 1999
- Als Sozialdemokraten in den Betrieben noch zu Hause waren. Die politische Betriebs- und Gewerkschaftsarbeit der Hamburger SPD von 1919 bis 2000, Hamburg 2003